# Pavia Petersen (Dichter)
Pavia Tønnes Jørgen Petersen (* 23. Dezember 1904 in Nuuk; † 21. Dezember 1943 in Maniitsoq) war ein grönländischer Dichter, Schriftsteller, Übersetzer, Maler, Katechet und Landesrat.

## Leben

### Karriere
Pavia Petersen war der Sohn des Komponisten und Dichters Jonathan Petersen (1881–1961) und seiner ersten Frau Marie Helene Ketura Lynge (1882–1911). Er wuchs durch seinen Vater von Musik und Schriftstellertum geprägt auf. Mit 16 Jahren ging er an Grønlands Seminarium, das er 1927 abschloss.
Da er jung an Tuberkulose erkrankte, konnte er sich nicht in Dänemark weiterbilden lassen. Stattdessen wurde er als Katechet in Maniitsoq angestellt und später zum Oberkatecheten befördert. Am 20. Mai 1928 heiratete er in Maniitsoq die zehn Jahre ältere Hebamme Sofie Karoline Judithe Kreutzmann (1894–1939), die Tochter von Jakob Efraim Ananias Kreutzmann (1860–1915) und Marie Karoline Jakobine Euphinia Rosing (1861–1938). Ihre Mutter war eine Tochter der Hebamme Karoline Rosing (1842–1901) sowie eine Schwester des Missionars Christian Rosing (1866–1944), des Künstlers Peter Rosing (1871–1938) und des Landesrats Karl Rosing (1878–?).
Die Krankheit endete in seiner frühen Pensionierung. Nach dem Tod seiner Frau im Alter von 44 Jahren heiratete er am 22. September 1940 in Maniitsoq in zweiter Ehe Ane Kristine Rakel Heilmann (1919–?), die Tochter des Jägers David Hans Lars Heilmann (1889–1960) und seiner Frau Sara Bibiane Ruth Lynge (1889–1976). Er war Vorsitzender des Gemeinderats in Maniitsoq und wurde 1939 in den südgrönländischen Landesrat gewählt. Bei der Sitzung 1943 konnte er gesundheitlich bedingt nicht mehr teilnehmen und wurde von Albrekt Skifte vertreten. Er starb schließlich Ende 1943 zwei Tage vor seinem 39. Geburtstag. Er hinterließ seine verwitwete Frau und vier Kinder.

### Werk
Von Dänen wie Nikolai Frederik Severin Grundtvig, Jens Christian Hostrup oder Hans Vilhelm Kaalund geprägt, begann er Werke wie Henrik Ibsens Die Wildente, Alexandre Dumas’ Sr. Der Graf von Monte Christo oder Grundtvigs Modersmaalet ins Grönländische zu übersetzen. Er adaptierte Hostrups Stil in seinem Schauspiel Ikíngutigît („Freunde“), das von zwei ungleichen Freunden handelt. Seine lyrischen Werke waren meist auf die Natur bezogen und enthielten häufig aufklärende Tipps und Ratschläge für die Bevölkerung. Er galt als einer der wichtigsten Dichter seiner Zeit und trat somit in die Fußstapfen von Größen wie Henrik Lund oder seinem Vater Jonathan. Als erster Grönländer versuchte er zum Kontaktaufbau mit den Inuit Kanadas und Alaskas zu motivieren. Neben lyrischen Werken schrieb er auch einen Roman namens Niuvertorutsip pania („Die Tochter des Handelsverwalters“), der erst im Jahr nach seinem Tod erschien. Der Roman handelt von einem dänisch-grönländischen Mädchen, das die besten Eigenschaften ihrer bikulturellen Abstammung geerbt hat.
Abgesehen von seiner schriftstellerischen Arbeit war er auch als Maler aktiv und schuf Aquarelle und Ölgemälde mit Landschafts- und Ortsansichten.